# 김상윤 (1893년)
김상윤(金尙潤, 일본식 이름: 江原尙潤, 1893년~ ?)은 일제강점기의 지방행정 관료이다.

## 생애
출신지는 평안북도 철산군이다. 1913년에 공업전습소를 졸업하고 이듬해 함경북도의 기수로 임명된 것을 계기로 관직에 나가게 되었다. 함경북도 내무부 상공과와 산업과에서 기수로 일하다가 1921년에는 도기수로 승진했다.
이후 함북 부령군의 서무주임을 맡은데 이어 1931년에는 고등관 8등인 조선총독부 군수로 발탁되었다. 함북 온성군 군수로 일하다가 1934년에 부령군으로 이동했고, 1939년에는 경원군 군수가 되었다.
부령군수로 재직 중이던 1935년에 총독부가 편찬한 《조선공로자명감》에 조선인 공로자 353명 중 한 명으로 수록되어 있다. 1939년을 기준으로 종6위에 서위되어 있었다.
2008년 공개된 민족문제연구소의 친일인명사전 수록예정자 명단 가운데 관료 부문에 포함되었다.

## 참고자료
- 김상윤(金尙潤) - 국사편찬위원회